# Slivovits

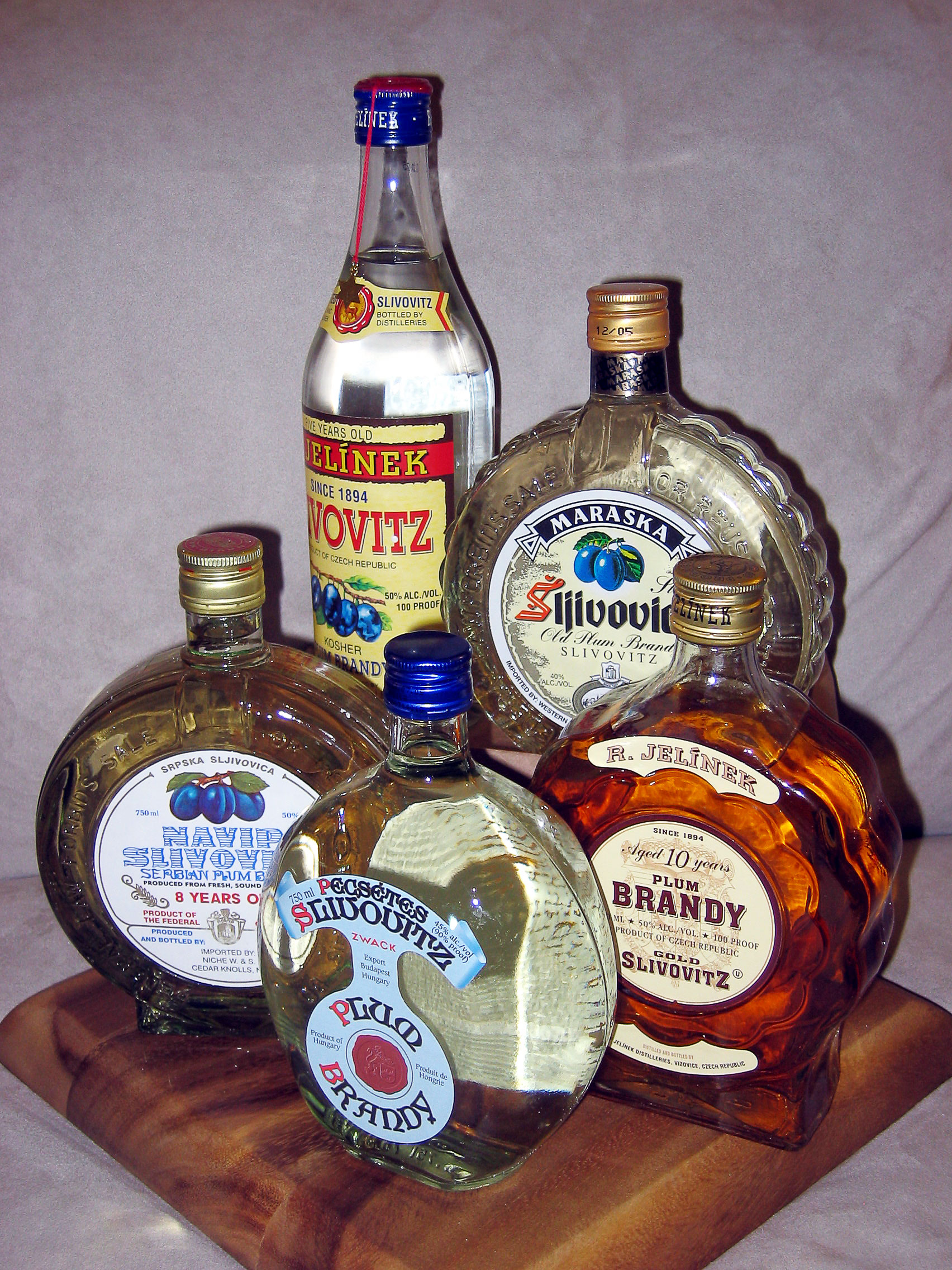
Olika sorters Slivovits.

Slivovits, "slivovice", "sljivovica", slanguttryck sljiva och liknande, är ett slags fruktbrännvin, gjort på plommon.
Drycken förekommer över större delen av Centraleuropa och Balkanhalvön, från Tyskland och Österrike ned till Serbien och Makedonien. Drycken har samma färg som vatten men beroende vad den förvarats i, till exempel träfat, kan den bli ljust gul till gyllengul, och har en för starksprit ovanligt mild och fruktig smak. I ett flertal länder förekommer också billigare "falska" varianter som består av smaksatt vodka eller brännvin, och som håller betydligt lägre kvalitet.
Serbien är den största[källa behövs] producenten av drycken i regionen. Detta dels på grund av att man där odlar en speciell sorts plommon, vilka lokalt kallas ”Savka”, dels på grund av klimatet. Även i Bosnien och Hercegovina, bland annat i Bosanski Petrovac, trivs plommonsorten bra på grund av ortens höga belägenhet, cirka 750 m över havet.
Samma sorts plommonträd odlas även i Tyskland, vid Donaus källa på mer än 1 000 meters höjd över havet.[källa behövs] Serbien är också störst när det gäller export av drycken runt om i världen  Drycken är mycket populär i sitt spridningsområde, och är också starkt mytifierad och förekommer ofta i sånger, filmer, litteratur et cetera. Alkoholhalten är 25-70 % och drycken intages vanligtvis oblandad ur små glas (0,3-0,5 dl). I Kroatien kallas de typiska glasen čokanji eller fićok.

## Namn
- Serbiska: шљивовица/šljivovica
- Bulgariska: сливова (slivova) eller: сливовица (slivovica)
- Slovenska, slivovka
- Kroatiska, šljivovica
- Bosniska: šljivovica eller šljiva
- Makedonska, сливовица (slivovica) eller сливова ракија (slivova rakija)
- Polska: śliwowica
- Rumänska, şliboviţă
- Slovakiska, slivovica
- Tjeckiska: slivovice
- Ungerska: szilvapálinka
- Tyska: pflaumenschnaps
- koreanska: 슬리보비츠
- bayerska: zwetschgenwossa

## Inom musiken
Den svensk-makedonska gruppen Andra generationen framförde en låt i Melodifestivalen 2008 som hette Kebabpizza Slivovitza.